# بورتر كينغ
بورتر كينغ (بالإنجليزية: Porter King)‏ هو سياسي أمريكي، ولد في 24 نوفمبر 1857، وتوفي في 24 أكتوبر 1901 بسبب سكتة. انتخب عضو مجلس نواب جورجيا.